# Attagenus heinigi
Attagenus heinigi – gatunek chrząszcza z rodziny skórnikowatych i podrodziny Attageninae.
Gatunek ten opisany został po raz pierwszy w 2007 roku przez Andreasa Herrmanna i Jiříego Hávę na łamach „Stuttgarter Beiträge zur Naturkunde”. Jako lokalizację typową wskazano farmę Wewelsburg na południe od Otjiwarongo w Namibii. Epitet gatunkowy nadano na cześć Uwego Heiniga, który odłowił część materiału typowego, w tym holotyp.
Chrząszcz o podługowato-jajowatym w zarysie i słabo wysklepionym ciele długości od 2,7 do 3,2 mm i szerokości od 1,6 do 1,9 mm. Głowa jest poprzeczna, zaopatrzona w oczy i przyoczko, drobno punktowana, porośnięta długimi włoskami barwy szarej i brązowej. Czułki buduje 11 członów, z których trzy tworzą buławkę, a ostatni jest prawie tak długi jak dwa poprzednie razem wzięte. Barwa czułków jest jasnobrązowa oprócz czarnych buławek. Głaszczki są całe jasnobrązowe. Przedplecze jest poprzeczne, łukowato ku przodowi zwężone, o zaokrąglonych kątach przednich i ostrych kątach tylnych, drobno punktowane, porośnięte grubymi włoskami ciemno- i jasnobrązowymi, tworzącymi rozmyte kropki i łatki. Długo, jasnobrązowo owłosiona tarczka ma trójkątny kształt. Pokrywy są drobniej od przedplecza punktowane, ciemnobrązowe z parą rudobrązowych przepasek, porośnięte głównie ciemnobrązowo, ale z zygzakowatymi przepaskami jasnobrązowego owłosienia i z takim owłosieniem na tylnym końcu. Na śródpiersiu, zapiersiu wyrastają ciemnobrązowe włoski. Odnóża są jasnobrązowe z długim, grubym, żółtobrązowym owłosieniem, o udach z bruzdami do chowania goleni i prawie tak długich jak golenie stopach. Długie, złociste włoski gęsto zarastają sternity odwłoka.
Owad afrotropikalny, znany tylko z Namibii.